# Szabó Dávid (orvos)
Szabó Dávid (Mád (Zemplén megye), 1808. augusztus 24. – Nyíregyháza, 1886. július 3.) orvosdoktor, megyei kórházi főorvos.

## Élete
1821-től 1823-ig a sárospataki református főiskolában tanult; a pesti egyetemen végezte orvostanulmányait és 1838-ban ott avatták orvosdoktorrá; mint gyakorlóorvos szülővárosában telepedett le; majd Szabolcs megye főorvosává választották és Nagykállóba, később Nyíregyházára tette át lakását. 1873-ban a koronás arany érdemkereszttel tüntették ki.

## Írásai
Költeményei a Koszorúban (1831-32, 1834), a Rajzolatokban (1832-38), a Reményben (1851), a Vasárnapi Ujságban (1857); cikkei a Tudományos Gyűjteményben (1836), Atheneumban (1836-40), Tudománytárban (IX. 1835. Egyházi szónoklat, Uj. F. X. Vázlatok az olasz szinköltészet történetéből), a Rajzolatokban (1837. Divatregények, 1838. Utazási levelek, Sírbeszéd Parázsóné asszony hamvai felett febr. 26. 1838., beszély és A bor életrendi éldelete), a Magyar orvosok és természetvizsgálók Munkálataiban (VII. 1847. Szőlőirati szózat, Izgatás a hegyaljai bornemesítés és kereskedés ügyében, XIV. 1870. Felszólamlás orvosi rendünk és állásunk bajai ügyében); a Magyar Gazdában 1846., Gazdasági Lapokban 1854-56., 1860., Magyar Nép Könyvében 1855., Magyar Évlapokban 1857., Falusi Gazdában 1857. szőlőszeti és mezei gazdasági cikkek; a Magyar Hirlapban (1850. 168. sz. Miért aljasodik a Hegyalja? Bizodalmas szózat a lelkiatyákhoz és tanítókhoz egy balítélet ügyében, 1858. Az orvos és a publikum); a Gyógyászatban (1868. Levél a szerkesztőhöz); az Államorvosban (1870. Felszólamlás orvosi rendünk és állásunk bajai ügyében.)

## Munkái
- Elbeszélések. Houwald Erneszt után ford. Pest, 1834. Három füzet.
- A mádi bor természet- és orvostudományi tekintetben. Pest, 1838. (Orvosdoktori értekezés.)
- Okszerű bortermelés hegyaljai kézikönyve. Uo. 1855.
- Kisgyermekes anyák könyve. A szabolcsmegyei s hajdukerületi orvos-gyógyszerész-egylet pályázati eszközléséből, legközelebb a szabolcsmegyebeli családanyák számára. Nyiregyháza, 1872.
- Béla futása. Hősköltemény XV énekben. Bpest, 1879. (Ism. Koszorú.) Kéziratban: Átöltözködések, vígj. 3 felv. Immermann után ford.; Szerelemféltő, szomj. 3 felv. (mutatvány a Rajzolatokban 1837.); A szegedi békekötés, tört. dr. 1. felv.

## Álnevei és jegyei
Borkúti, Mádi, Sz. D., Sz-d.